# Disney Entertainment Television
Disney Entertainment Television — американская развлекательная компания, которая контролирует телевизионные активы The Walt Disney Company в сферах эфирного, кабельного и спутникового телевещания и потокового мультимедиа.

## Структура компании
- Disney Television Studios[1]
  - 20th Television
  - 20th Television Animation
  - Walt Disney Television Alternative

- Disney Branded Television
  - Disney Channel
  - Disney XD
  - Disney Junior
  - Disney Television Animation
  - It's a Laugh Productions
  - Disney Original Documentary

- Hulu Originals
- Onyx Collective

- FX Networks
  - FX
  - FXX
  - FX Movie Channel
  - FX Entertainment
    - FX Productions

- American Broadcasting Company
- Freeform